# Zielona książka

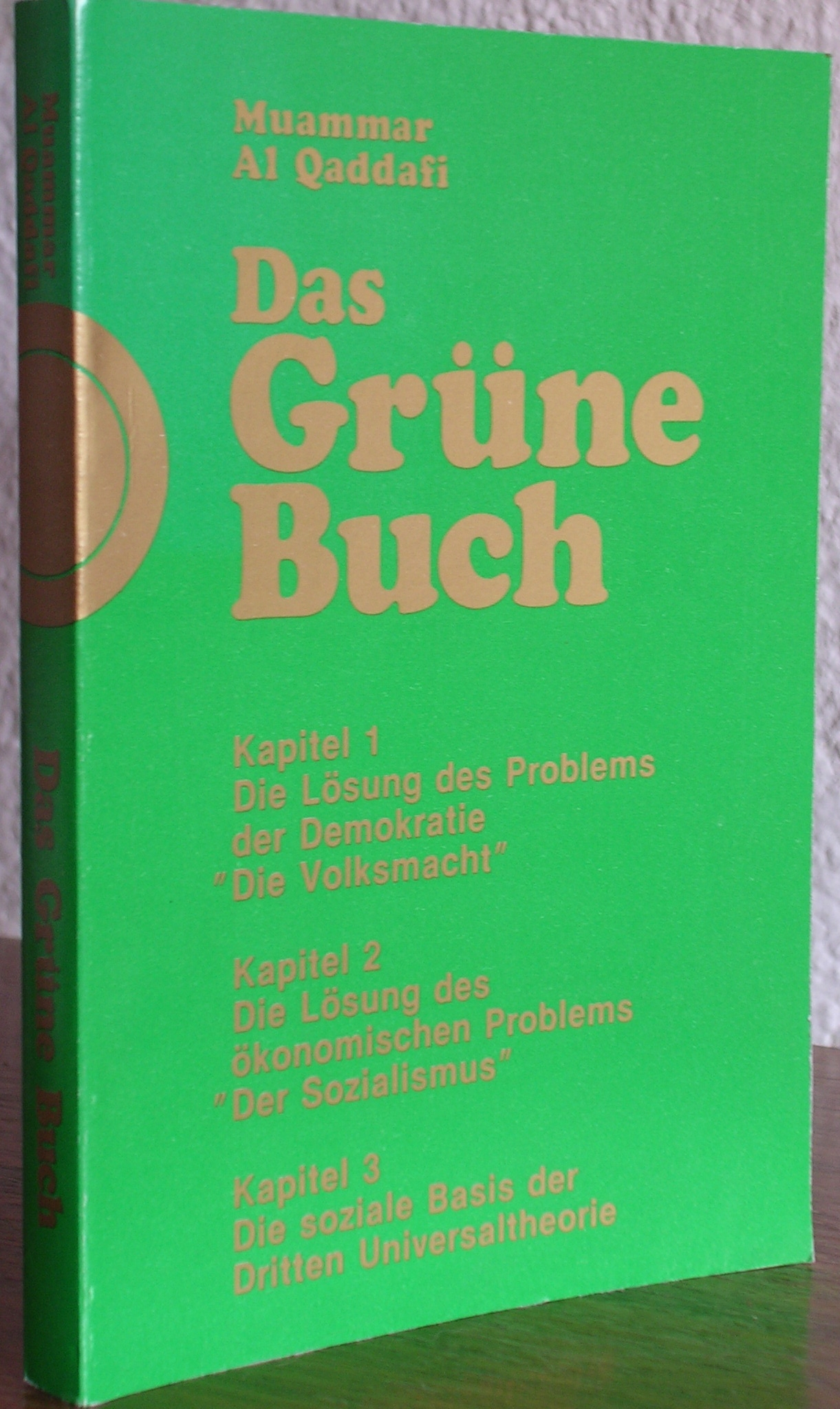
Zielona książka

Zielona książka (arab. الكتاب الأخضر) – tytuł książki Muammara Kaddafiego, libijskiego przywódcy i polityka; pierwsze wydanie w 1975 r. (wydanie polskie: Wydawnictwo Fabuła 1991 r.).
Książka przedstawia oryginalną filozofię polityczną Kadafiego oraz jego poglądy na demokrację. Odrzuca jej nowoczesne (liberalne) rozumienie, w zamian proponując demokrację bezpośrednią opartą na komitetach ludowych.
Postuluje również odrzucenie kapitalizmu i marksistowskiej koncepcji dyktatury proletariatu; rozwiązaniem ma być trzecia droga, będąca połączeniem demokracji bezpośredniej i socjalizmu.